# 擬眶燈褶胸魚
擬眶燈褶胸鱼（学名：Sternoptyx pseudodiaphana）为輻鰭魚綱巨口魚目褶胸鱼科的其中一種。分布於南半球熱帶及亞熱帶海域，為深海魚類，棲息深度可達1000公尺，體長可達6公分。

## 外部連結
- 擬眶燈褶胸魚的圖片 （页面存档备份，存于）